# Theridion qingzangense
Theridion qingzangense là một loài nhện trong họ Theridiidae.
Loài này thuộc chi Theridion. Theridion qingzangense được Hsen Hsu Hu miêu tả năm 2001.